# Ouratea guianensis
Ouratea guianensis là một loài thực vật có hoa trong họ Ochnaceae. Loài này được Aubl. mô tả khoa học đầu tiên năm 1775.